# Trivante Stewart
Trivante Stewart, né le 22 mars 2000 à Spanish Town, est un footballeur international jamaïcain qui évolue au poste d'avant-centre au Maccabi Haïfa.

## Biographie

### Carrière en club
Trivante Stewart commence à jouer au football à l'DB Basovak, dans sa Spanish Town natale, avant d'initier sa carrière professionnelle avec l'équipe de l'Université des Indes occidentales de Mona, en Championnat de Jamaïque,.
Ensuite passé par le Molynes United (en) à Kingston, puis la Mount Pleasant Football Academy à Saint Ann's Bay, où il s'illustre comme buteur prolifique,, avec l'équipe qui remporte son premier titre, le championnat 2022-2023,,, dont il est aussi le meilleur buteur.
Trivante Stewart est transféré à l'US Salernitana en Serie A italienne le 17 août 2023,,, le club de Campanie l'ayant découvert grâce à des nouvelles technologie de scouting,,.

### Carrière en sélection
Appelé pour la première fois en sélection senior en février 2023,, Stewart fait ses débuts le 19 août 2023, lors d'un match nul 1-1 en amical contre le Cameroun de Vincent Aboubakar,.

## Style de jeu
Avant-centre puissant physiquement et adroit face au but, il cite notamment Luis Suárez parmi ses modèles.

## Palmarès
| Mount Pleasant FA - Championnat de Jamaïque - Champion en 2022-23 |